# بورن (مجموعه‌فیلم)

DVD set of The Bourne Identity (2002), The Bourne Supremacy (2004), and The Bourne Ultimatum (2007).

بورن (به انگلیسی: Bourne) این مجموعه فیلم‌ها در گونه‌ی فیلم‌های جاسوسی رده‌بندی می‌شوند و تاکنون ۵ فیلم از این سری فیلم‌ها به نام‌های هویت بورن، برتری بورن، اولتیماتوم بورن، میراث بورن، جیسون بورن ساخته شده است. در سال ۲۰۱۹ سریالی با نام ترداستون که اسپین آفی برای مجموعه فیلم‌های بورن بود منتشر شد که بعد از یک فصل کنسل شد.
پنجمین فیلم از سری فیلم‌های بورن نیز در تابستان ۲۰۱۶ با نام جیسون بورن اکران شد.

## ‌فیلم‌ها
- هویت بورن به کارگردانی داگ لیمان (۲۰۰۲)
- برتری بورن به کارگردانی پل گرینگرس (۲۰۰۴)
- اولتیماتوم بورن به کارگردانی پل گرینگرس (۲۰۰۷)
- میراث بورن به کارگردانی تونی گیلروی (۲۰۱۲)
- جیسون بورن به کارگردانی پل گرینگرس (۲۰۱۶)

## جدول فروش فیلم
| فیلم            | سال انتشار    | Box office revenue | Box office revenue | Box office revenue | Box office ranking    | Box office ranking | بودجه        | Reference   |
| فیلم            | سال انتشار    | آمریکا             | خارج               | جهان               | تمام وقت ایالات متحده | تمام وقت جهان      | بودجه        | Reference   |
| --------------- | ------------- | ------------------ | ------------------ | ------------------ | --------------------- | ------------------ | ------------ | ----------- |
| هویت بورن       | ۱۴ ژوئن ۲۰۰۲  | $۱۲۱٬۶۶۱٬۶۸۳       | $۹۲٬۳۷۲٬۵۴۱        | $۲۱۴٬۰۳۴٬۲۲۴       | #368                  | #459               | $۶۰٬۰۰۰٬۰۰۰  | [ ۱ ]       |
| برتری بورن      | ۲۳ ژوئیه ۲۰۰۴ | $۱۷۶٬۲۴۱٬۹۴۱       | $۱۱۲٬۲۵۸٬۲۷۶       | $۲۸۸٬۵۰۰٬۲۱۷       | #173                  | #302               | $۷۵٬۰۰۰٬۰۰۰  | [ ۲ ]       |
| اولتیماتوم بورن | ۳ اوت ۲۰۰۷    | $۲۲۷٬۴۷۱٬۰۷۰       | $۲۱۵٬۳۵۳٬۰۶۸       | $۴۴۲٬۸۲۴٬۱۳۸       | #۹۲                   | #136               | $۱۱۰٬۰۰۰٬۰۰۰ | [ ۳ ]       |
| میراث بورن      | ۱۰ اوت ۲۰۱۲   | $۱۱۳٬۲۰۳٬۸۷۰       | $۱۶۲٬۹۴۰٬۸۸۰       | $۲۷۶٬۱۴۴٬۷۵۰       | #417                  | #316               | $۱۲۵٬۰۰۰٬۰۰۰ | [ ۴ ]       |
| جیسون بورن      | July 29, 2016 | $162,192,920       | $253,050,504       | $415,243,424       | #267                  | #222               | $120 million | [ ۵ ]       |
| Total           | Total         | $۸۰۰,۰۷۶,۸۹۹       | $۸۳۵,۹۷۵,۲۶۹       | $۱,۶۳۶,۷۴۶,۷۵۳     |                       |                    | $490 million | [ ۶ ] [ ۷ ] |
| Average         | Average       | $157,587,160       | $159,284,953       | $323,872,113       |                       |                    |              | [ ۶ ] [ ۷ ] |